# بيرت ماير
بيرت ماير (بالهولندية: Bert Meijer)‏ هو كيميائي هولندي، ولد في 22 أبريل 1955 في خرونينغن في هولندا.

## وصلات خارجية
- الموقع الرسمي